# Garraf (comarca)
Garraf is een comarca in de Spaanse autonome regio Catalonië. Het is onderdeel van de provincie Barcelona. Per 01 januari 2022 telde Garraf 156.794 inwoners op een oppervlakte van 184,10 km². De hoofdstad van de comarca is Vilanova i la Geltrú.

## Gemeenten
| Gemeente             | Inwoners |
| -------------------- | -------- |
| Canyelles            | 5.007    |
| Cubelles             | 16.386   |
| Olivella             | 4.339    |
| Sant Pere de Ribes   | 31.688   |
| Sitges               | 31.222   |
| Vilanova i la Geltrú | 68.152   |